# Os Amores dos Deuses
Os Amores dos Deuses é um monumental conjunto de frescos, do pintor Annibale Carracci e de artistas da sua escola, executados no teto de uma galeria da ala ocidental do Palácio Farnésio, em Roma, Itália, que funciona agora como Embaixada de França. Os frescos foram alvo de grande admiração à época, e são considerados atualmente, uma evolução estilística, deixando para trás o Maneirismo do século XVI e antecipando o Barroco e Classicismo do século XVII.

## História
O cardeal Eduardo Farnésio, sobrinho do Papa Paulo III, encomendou a decoração do teto da galeria abobadada no andar nobre do palácio familiar a Annibale Carracci e à sua escola. O trabalho foi iniciado em 1597 e só foi concluído em 1608, um ano antes da morte de Annibale.
O seu irmão Agostino também trabalhou nos frescos, entre 1597 e 1600, bem como outros artistas da escola de Carracci, incluindo Giovanni Lanfranco, Francesco Albani, Domenichino e Sisto Badalocchio. 

## Galeria

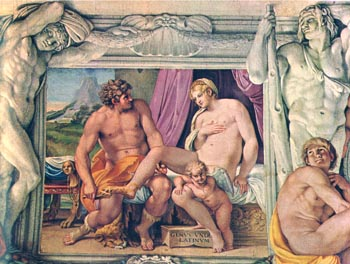
Venus e Anquises.
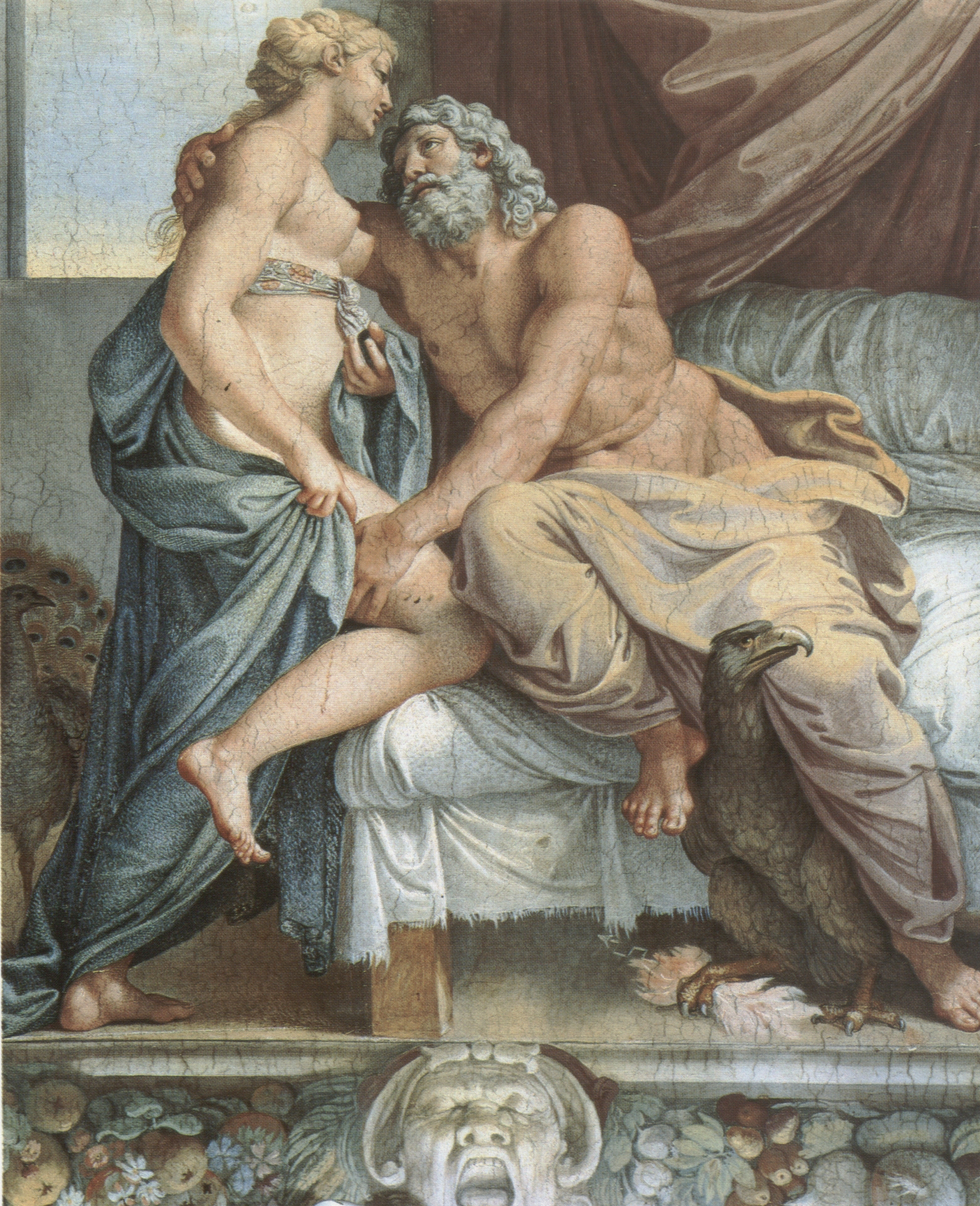
Júpiter e Juno - - Annibale Carracci - 1597
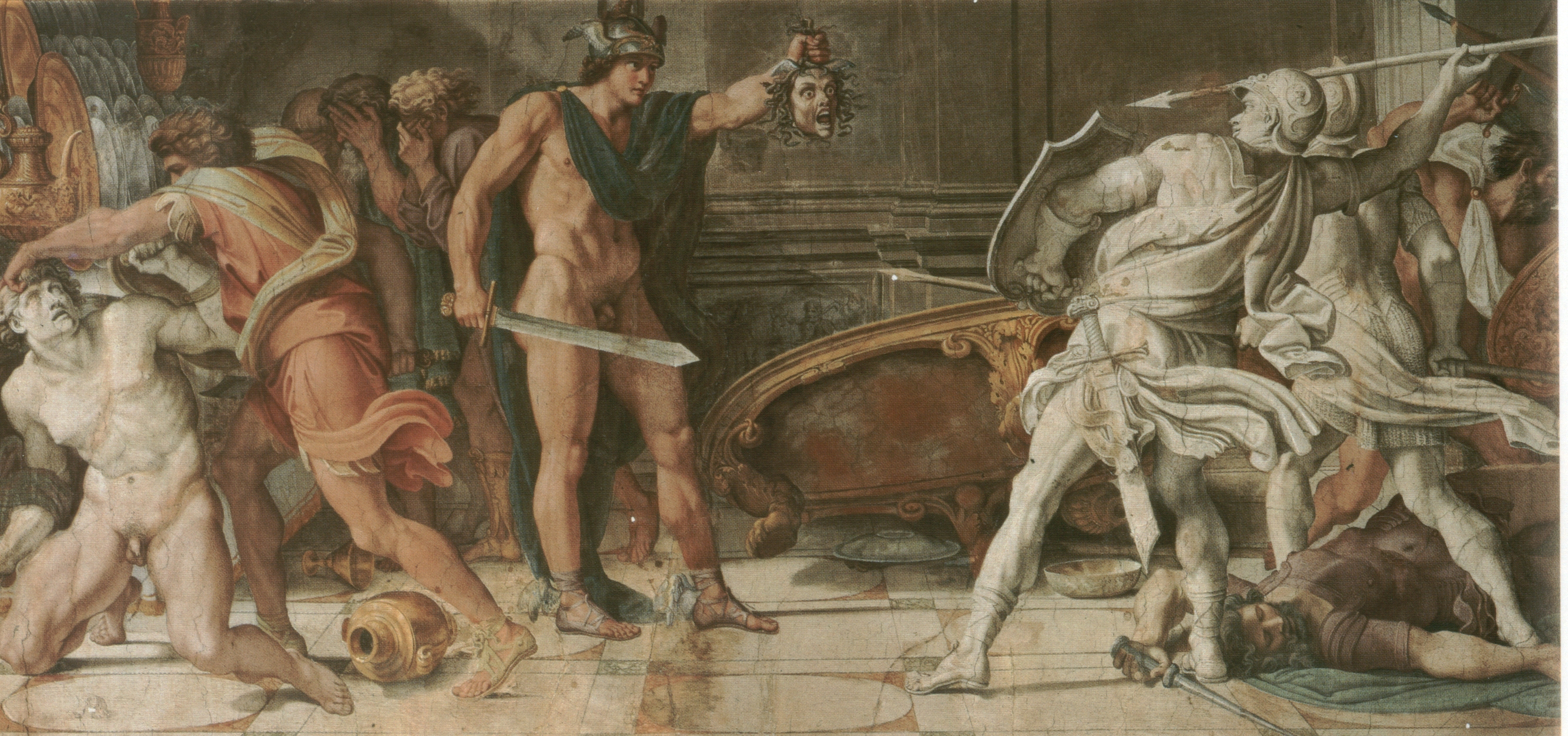
Perseu e Phineas - Annibale Carracci e Domenichino - 1597
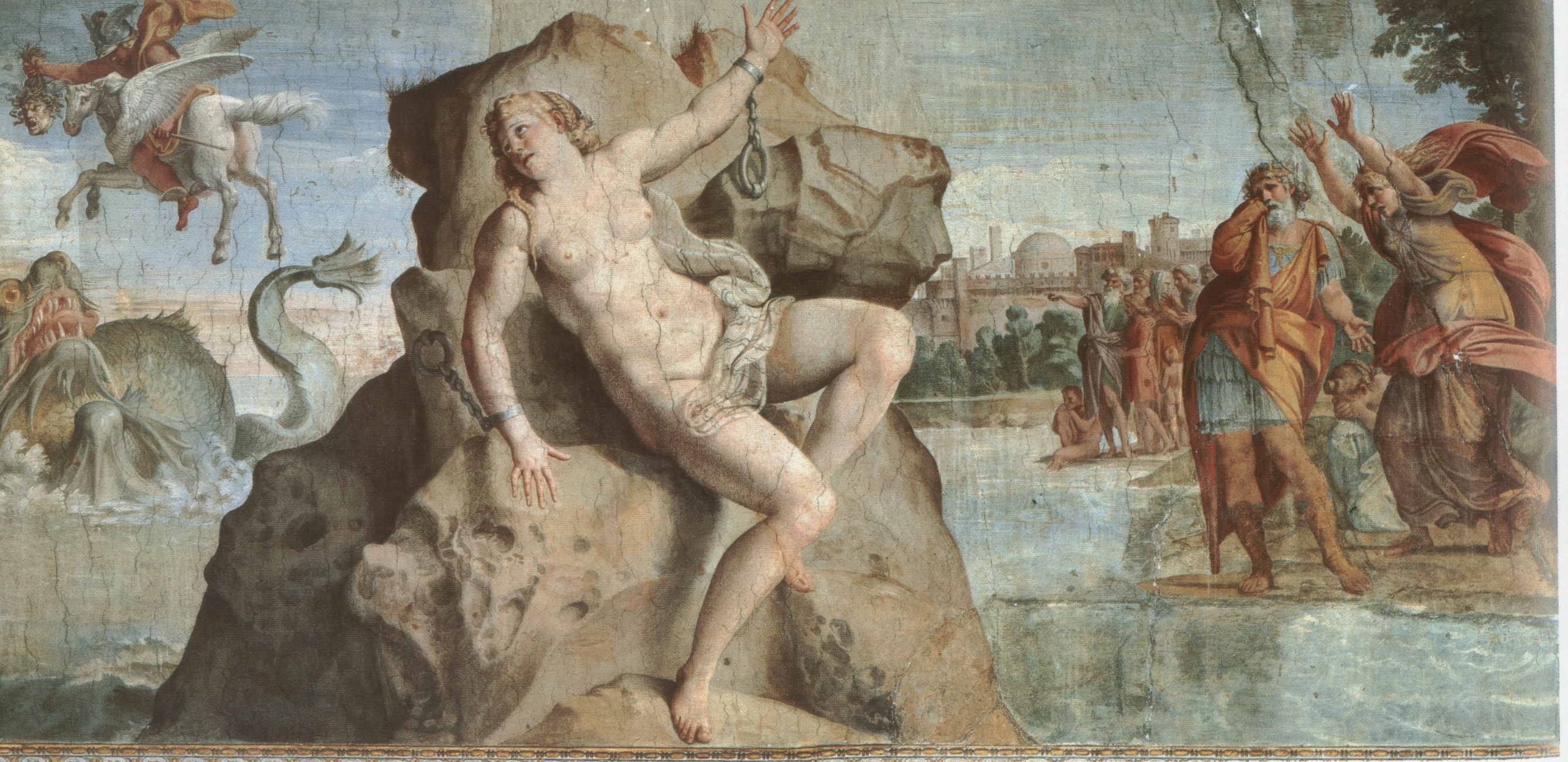
Perseu e Andrómeda - Annibale Carracci e Domenichino - 1597
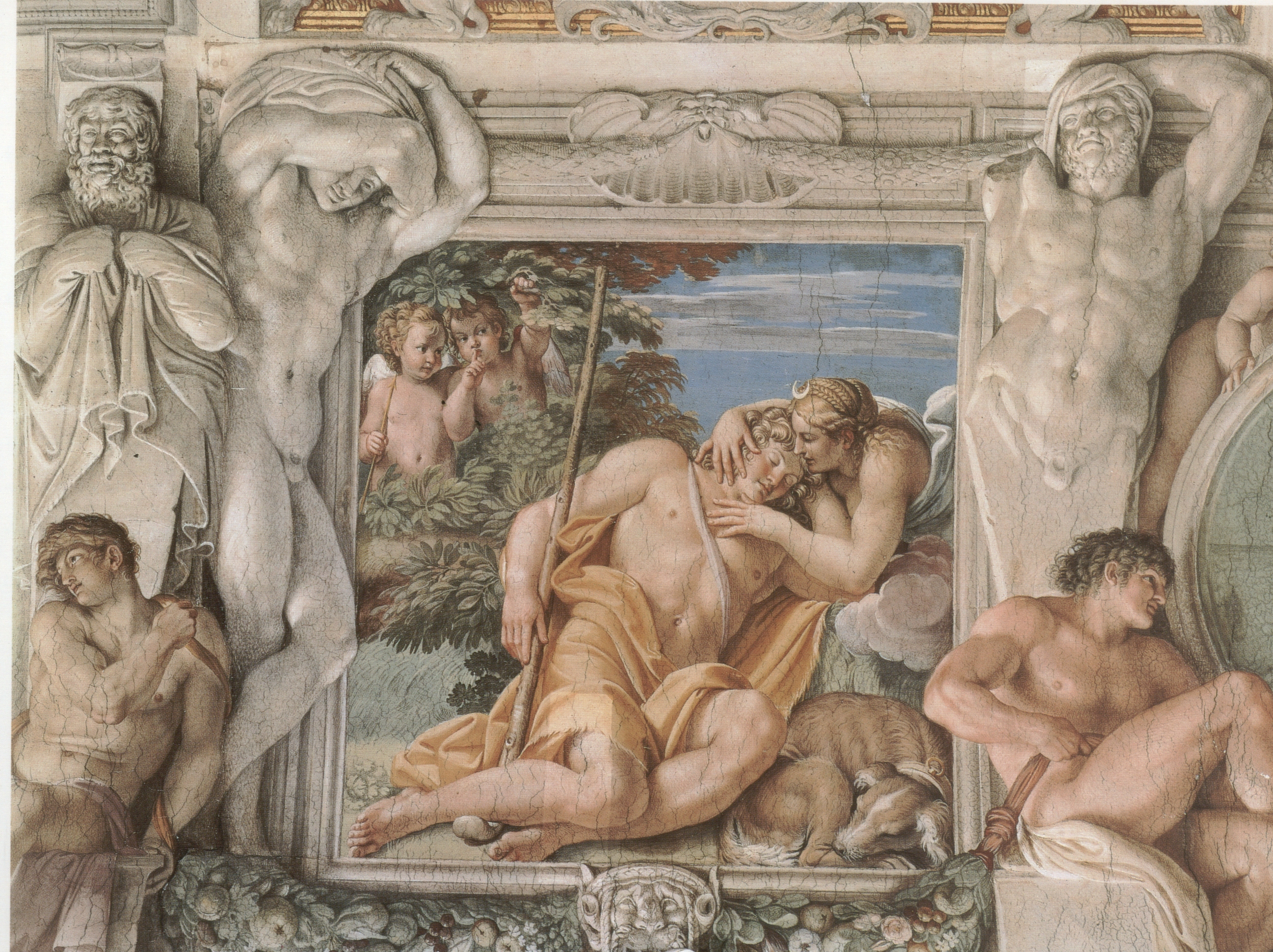
Diana and Endymion - Annibale Carracci - 1597
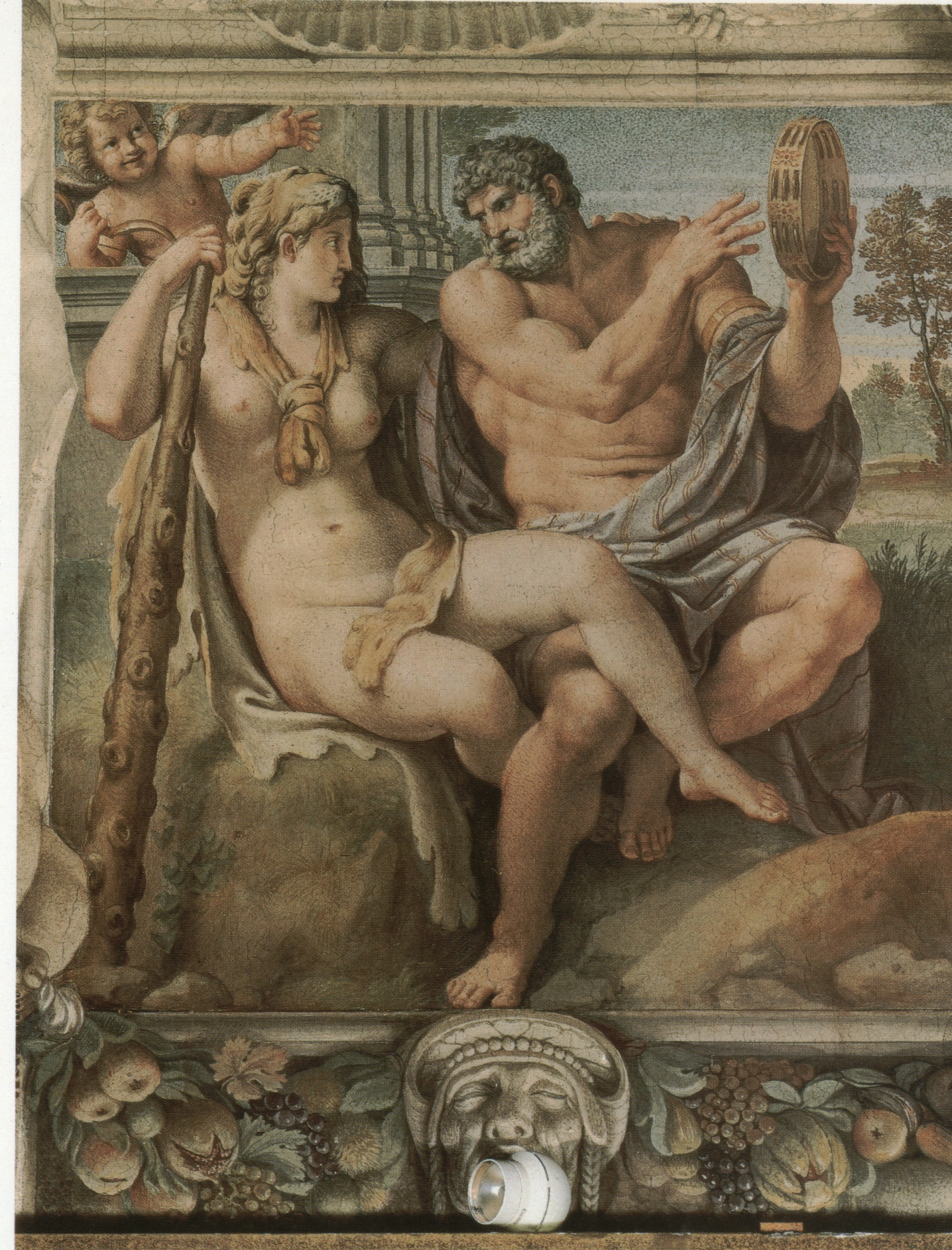
Hercules and Iole - Annibale Carracci - 1597
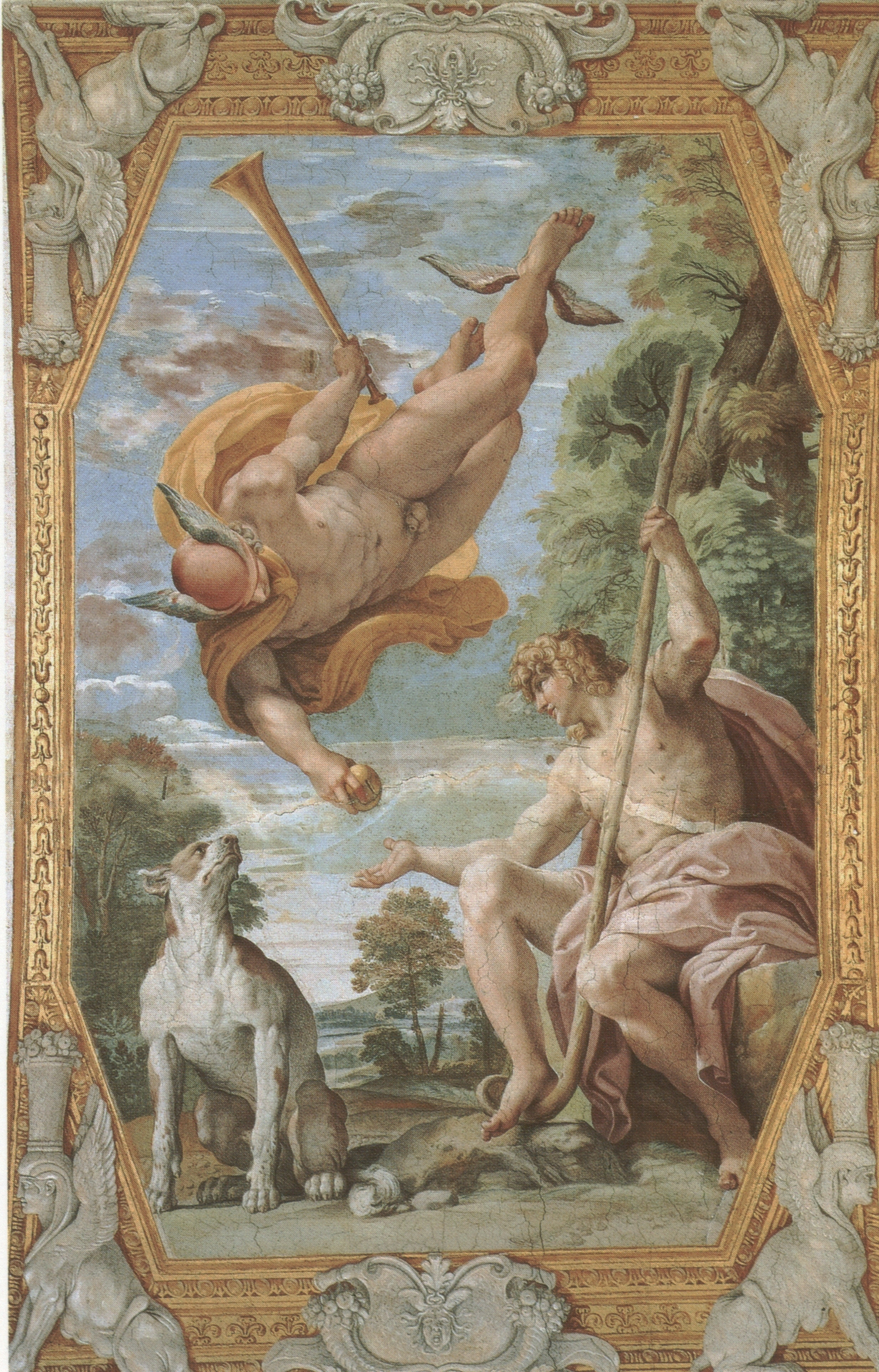
Paris and Mercury - Annibale Carracci - 1597
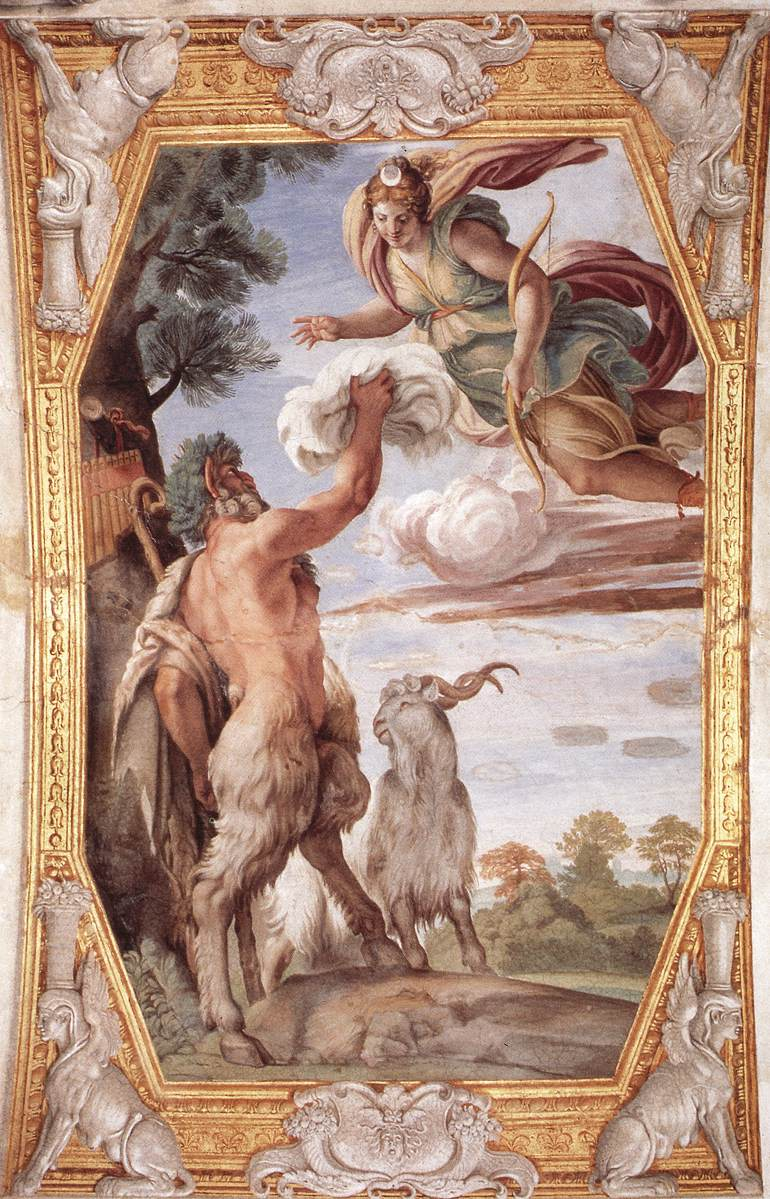
Pan and Diana - Annibale Carracci - 1597
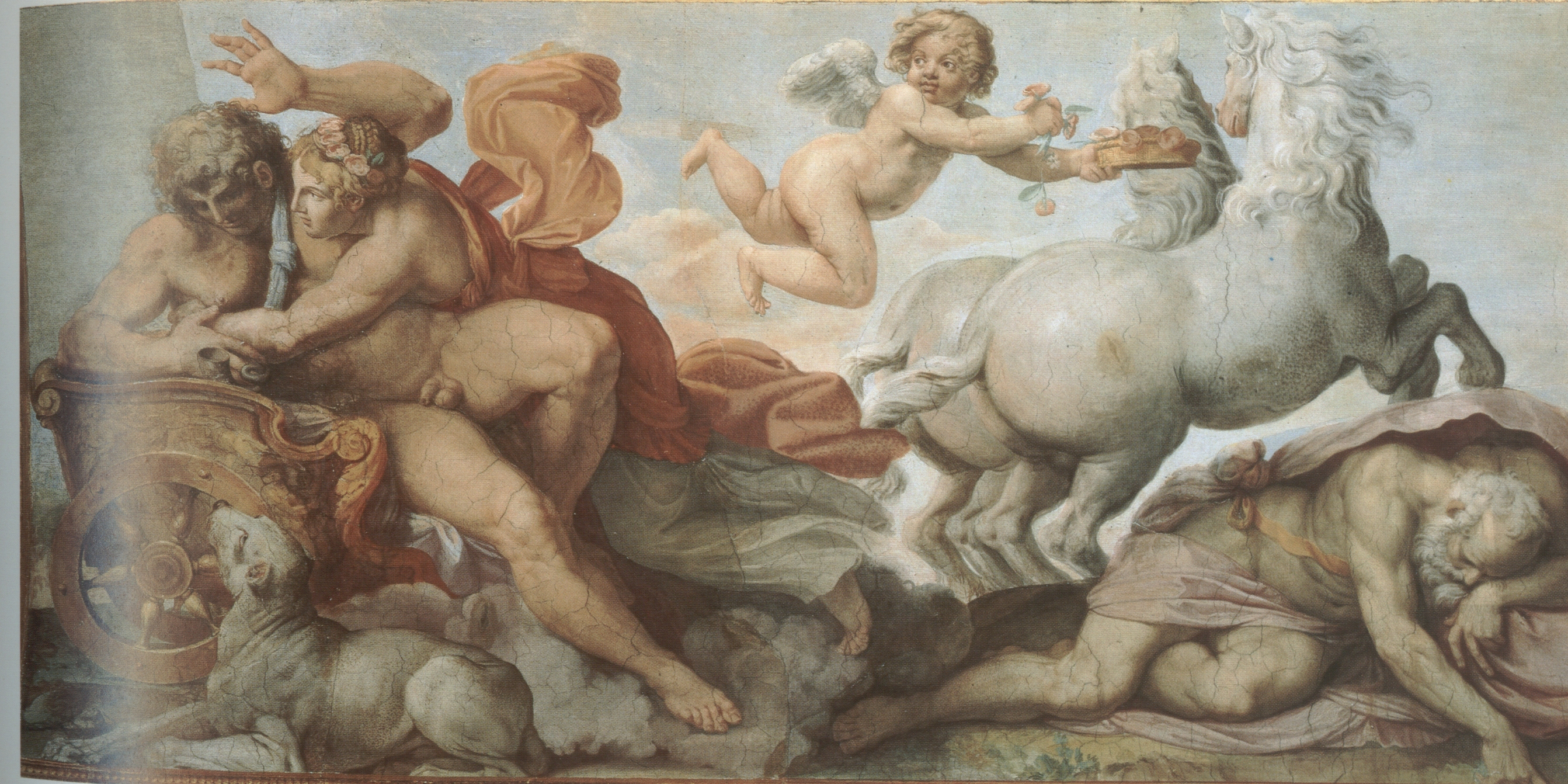
Aurora and Cephalus - Agostino Carracci - 1597
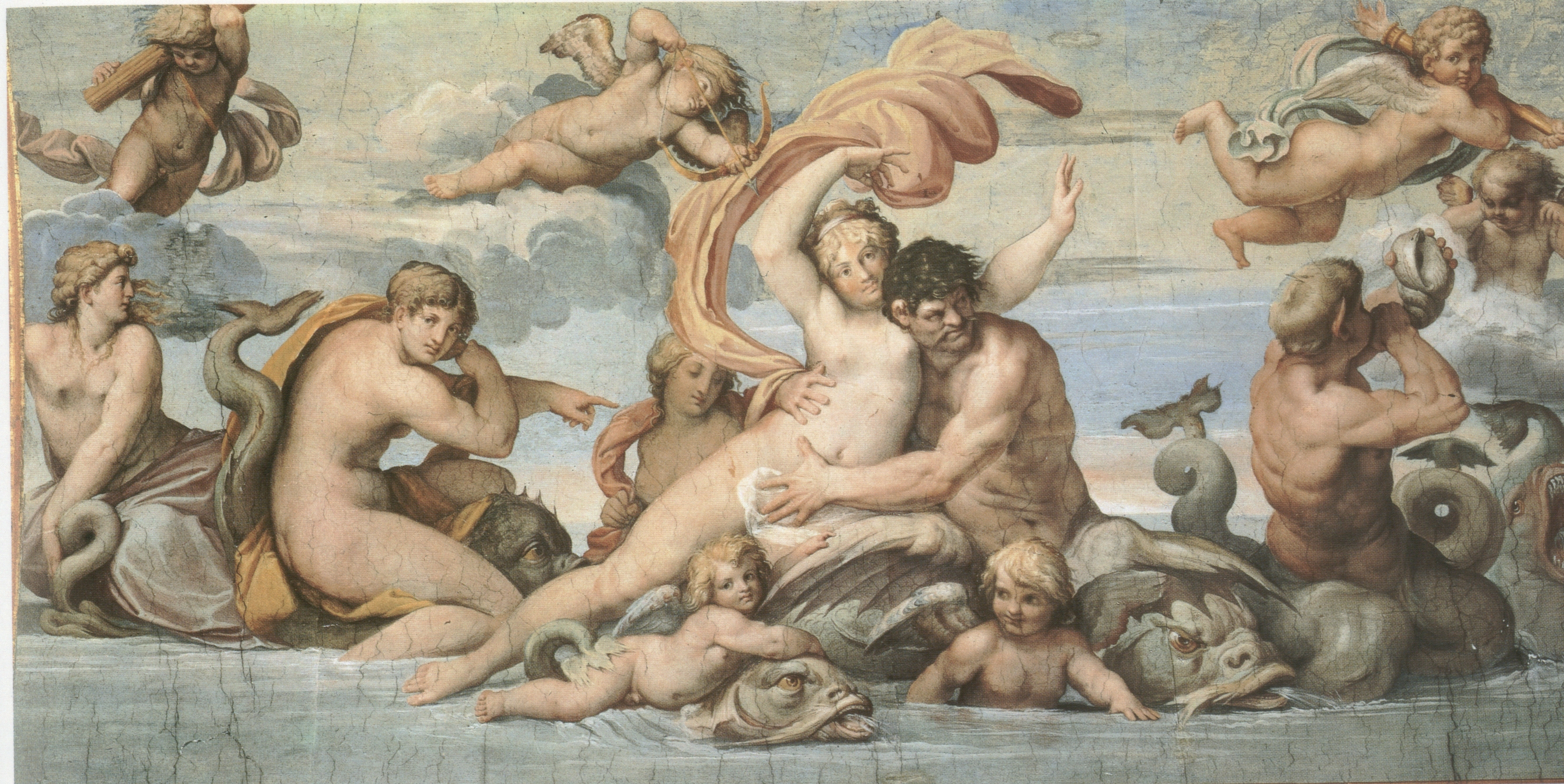
Glaucus and Scylla - Agostino Carracci - 1597
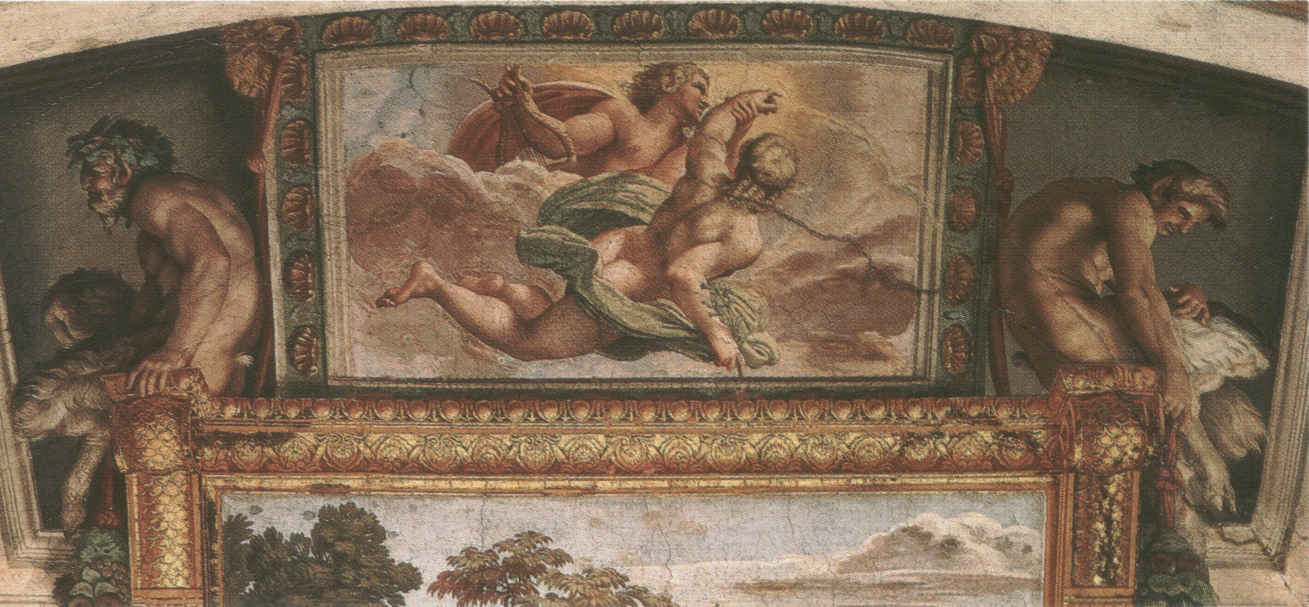
Hyacinth Borne to the Heavens by Apollo with satyrs - Annibale Carracci - 1597